# Asota undulifera
Asota undulifera är en fjärilsart som beskrevs av Walker 1856. Asota undulifera ingår i släktet Asota och familjen nattflyn. Inga underarter finns listade i Catalogue of Life.